# Neuvěřitelný život Ethana Greena
Neuvěřitelný život Ethana Greena (v originále The Mostly Unfabulous Social Life of Ethan Green) je americký hraný film z roku 2005, který režíroval George Bamber. Film popisuje osudy mladíka, který nemůže najít vztah s tím pravým. Snímek měl světovou premiéru na filmovém festivalu Tribeca dne 25. dubna 2005. Film vyšel v ČR na DVD v roce 2009.

## Děj
Ethan Green se náhodou seznámí s Kylem Underhillem, který je bývalý hráč baseballu a právě se vyoutoval. Ethan se domnívá, že on by mohl být tím pravým, se kterým chce žít. Ethanova spolubydlící Charlotte je k jeho vztahu skeptická, stejně jako jeho matka, nemluvě o Ethanovu bývalém příteli Leovi, se kterým se rozešel už před dvěma lety. Situace se navíc zkomplikuje, když se objeví republikán Chester Baer a realitní agent Punch Epstein. Ethanovi chvíli trvá, než si uvědomí, koho doopravdy miluje.

## Obsazení
| Daniel Letterle | Ethan Green    |
| Diego Serrano   | Kyle Underhill |
| Shanola Hampton | Charlotte      |
| David Monahan   | Leo Worth      |
| Scott Atkinson  | Chester Baer   |
| Dean Shelton    | Punch Epstein  |
| Meredith Baxter | Harper Green   |
| Ramon De Ocampo | Juarez         |